# Bois d'éponge
Polyscias cutispongia
Espèce
Statut de conservation UICN

 CR  : 
En danger critique
Synonymes
- Gastonia cutispongia Lam.[3]
- Gastonia cutispongia[4]
- Gastonia heptapleurum Baill.[3]
- Gastonia spongiosa Pers.[3]
- Polyscias cutispongia Gastonia cutispongia Lam. (préféré par NCBI)[4]
- Schefflera baillonii R.Vig.[3]

Le bois d'éponge (Polyscias cutispongia) est une espèce de plantes à fleurs de la famille des Araliaceae. C'est un petit arbre endémique de La Réunion. Très rare à l'état naturel, le bois d'éponge est en danger critique d'extinction. Il fait l'objet de mesures de protection et de projets de conservation.

## Dénominations
La partie spécifique du nom binomial cutispongia vient des mots latins cutis qui signifie « peau, enveloppe, écorce » et spongius signifiant « spongieux, éponge ». En effet son écorce et ses branches sont de consistance molle, comme spongieuse. C'est ce qui lui a donné son nom vernaculaire de bois d'éponge. Son autre nom vernaculaire, bois de banane à grandes feuilles, fait également référence à sa consistance spongieuse comme le bananier. On trouve également le nom francisé de gaston à écorce spongieuse dans la publication originale de l'espèce par Lamarck, mais cette dénomination n'est plus utilisée.

## Caractéristiques
Le bois d'éponge se présente sous la forme d'un petit arbre trapu de 5 à 6 m de hauteur et pouvant atteindre les 10 m. Son tronc de 60 cm de diamètre est couvert d'une écorce lisse grisâtre à noirâtre, portant durablement les cicatrices foliaires. L'écorce est épaisse et a une consistance subéreuse voir spongieuse dont il tire son nom vernaculaire. Les rameaux, épais, sont cassants et portent également la marque laissée par les feuilles en tombant. Les feuilles se trouvent à l'extrémité des rameaux.

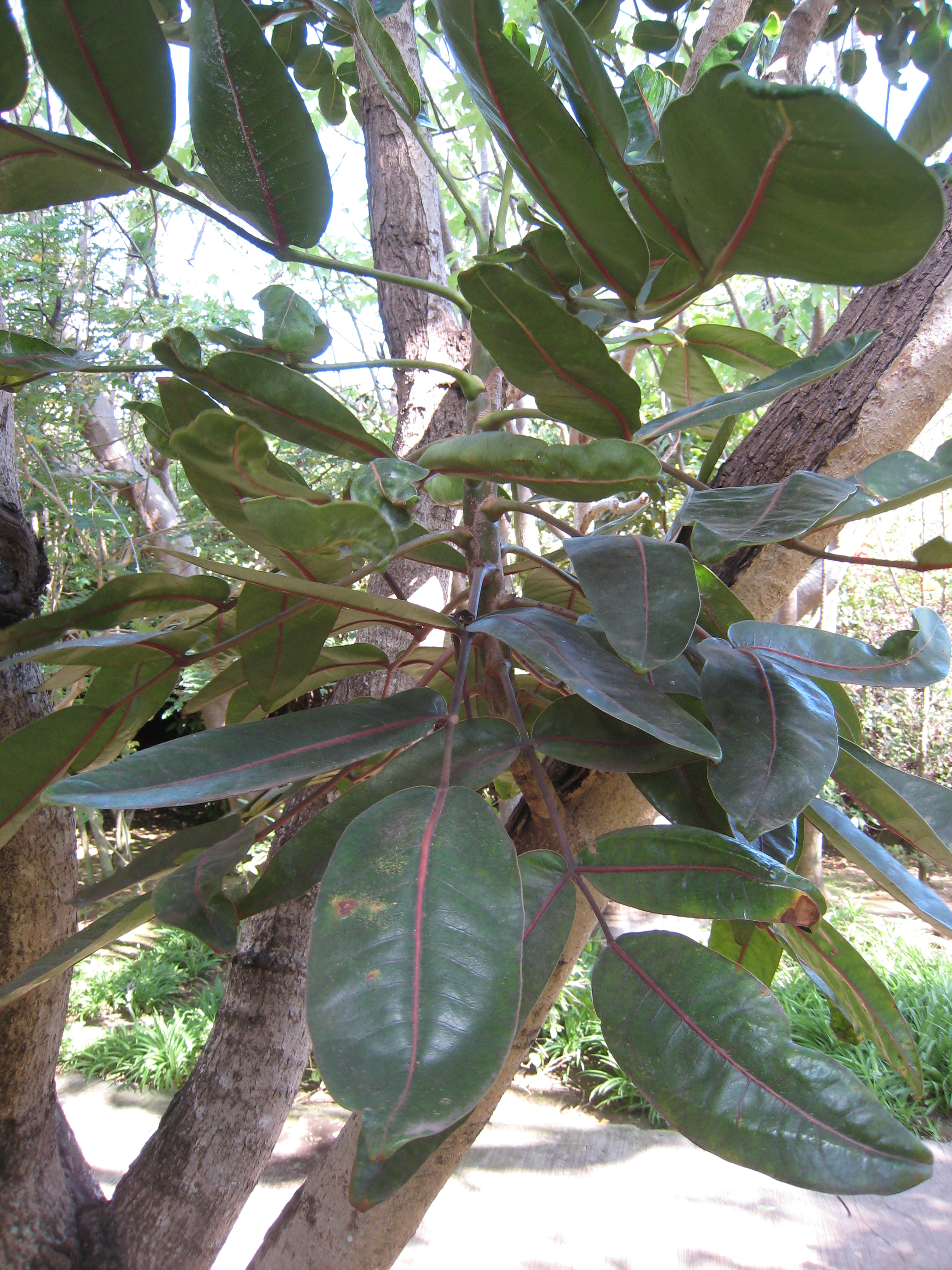
Vue d'une feuille d'un individu au Jardin d'Éden de Saint-Paul, sur l'île de la Réunion.

L'espèce a une hétérophyllie marquée : les feuilles juvéniles n’ont qu’1 à 2 paires de folioles (contre 2 à 4 au stade adulte). Les folioles juvéniles sont à limbe très étroitement ovale à très étroitement ovale-elliptique de 17 à 20 cm de long et de 3 à 5 cm de large. Jeunes ramilles, pétiole, rachis et nervure médiane sont rouge sombre. Les feuilles adultes, par contre, sont longues de 40 à 45 cm et sont composés d'une paire basale de folioles parfois avec une foliole supplémentaire (folioles basales parfois par trois). Les folioles adultes subsessiles, à limbe coriace, ovale à obovale atteignant 19 cm de long et 12 cm de large, à base asymétrique, en coin ou arrondie, à sommet obtus, à nervures latérales proéminentes sur les deux faces. La nervation réticulée est, elle, peu visible. 

## Taxonomie et classification(s)
La classification initiale de cette espèce est faite par Philibert Commerson[réf. nécessaire] mais c'est Lamarck qui fait la première publication valide du « gaston à écorce spongieuse » en 1788 pour les volumes de botanique de l'encyclopédie méthodique, sous le nom binomial Gastonia cutispongia. Commerson a créé pour cette espèce un nouveau genre qu'il consacre à Gaston d'Orléans pour la création du jardin botanique de Blois et la protection qu'il accorde à Robert Morison qui en prend la direction. Gastonia cutispongia est l'espèce type de ce genre.
En 1877, John Gilbert Baker déplace cette espèce dans le genre Polyscias.
En 1984, Wessel Marais redéfinit les clés de détermination des espèces des Mascareignes du genre Polyscias. Il sépare alors la description initiale de Polyscias cutispongia entre 3 espèces distinctes Polyscias cutispongia, Polyscias maraisiana et Polyscias rodriguesiana respectivement endémiques de la Réunion, l'ile Maurice et Rodrigues.

Phanérogames d'isotypes de Gastonia cutispongia conservés à l'herbier national du MNHN
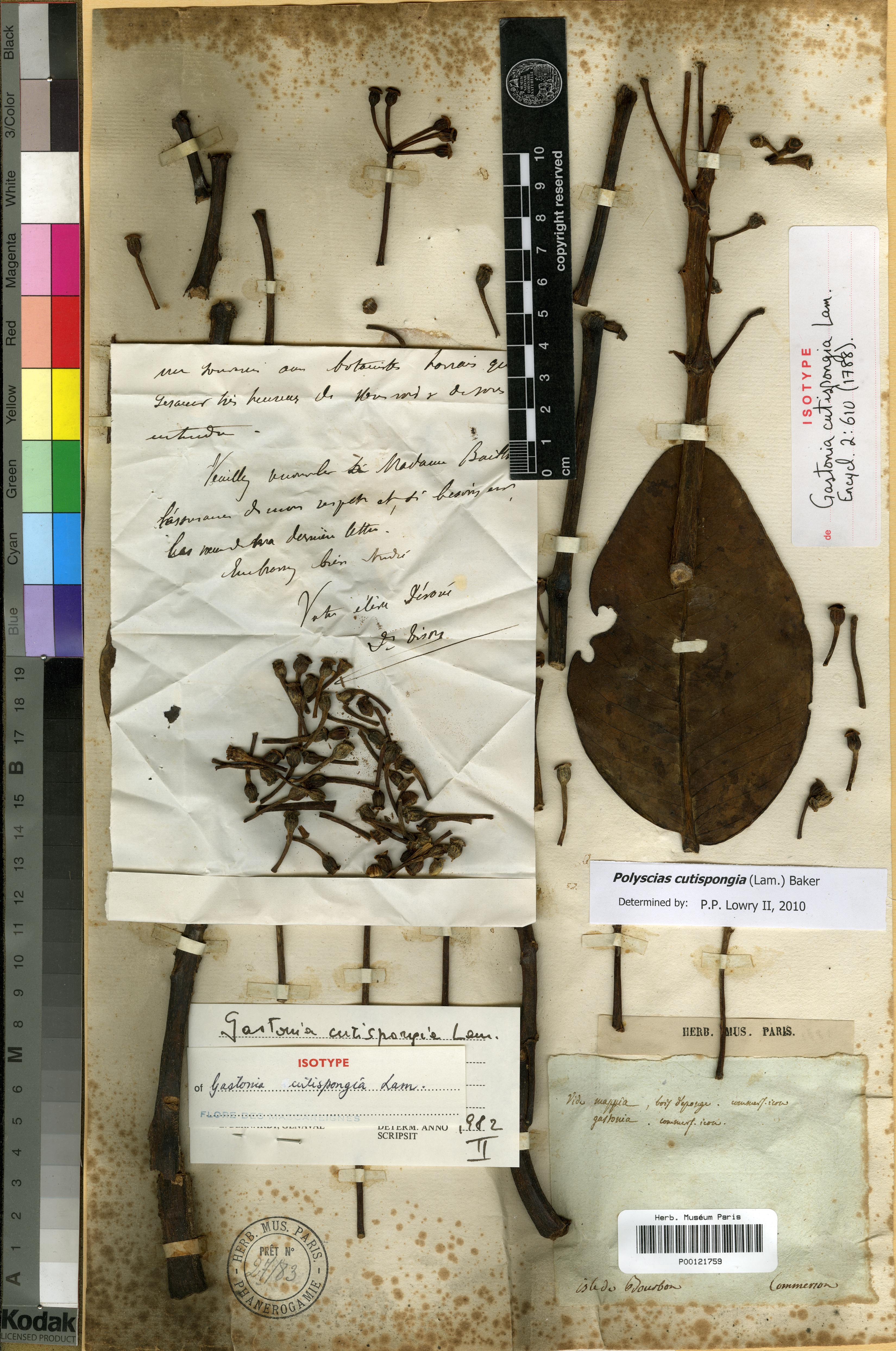
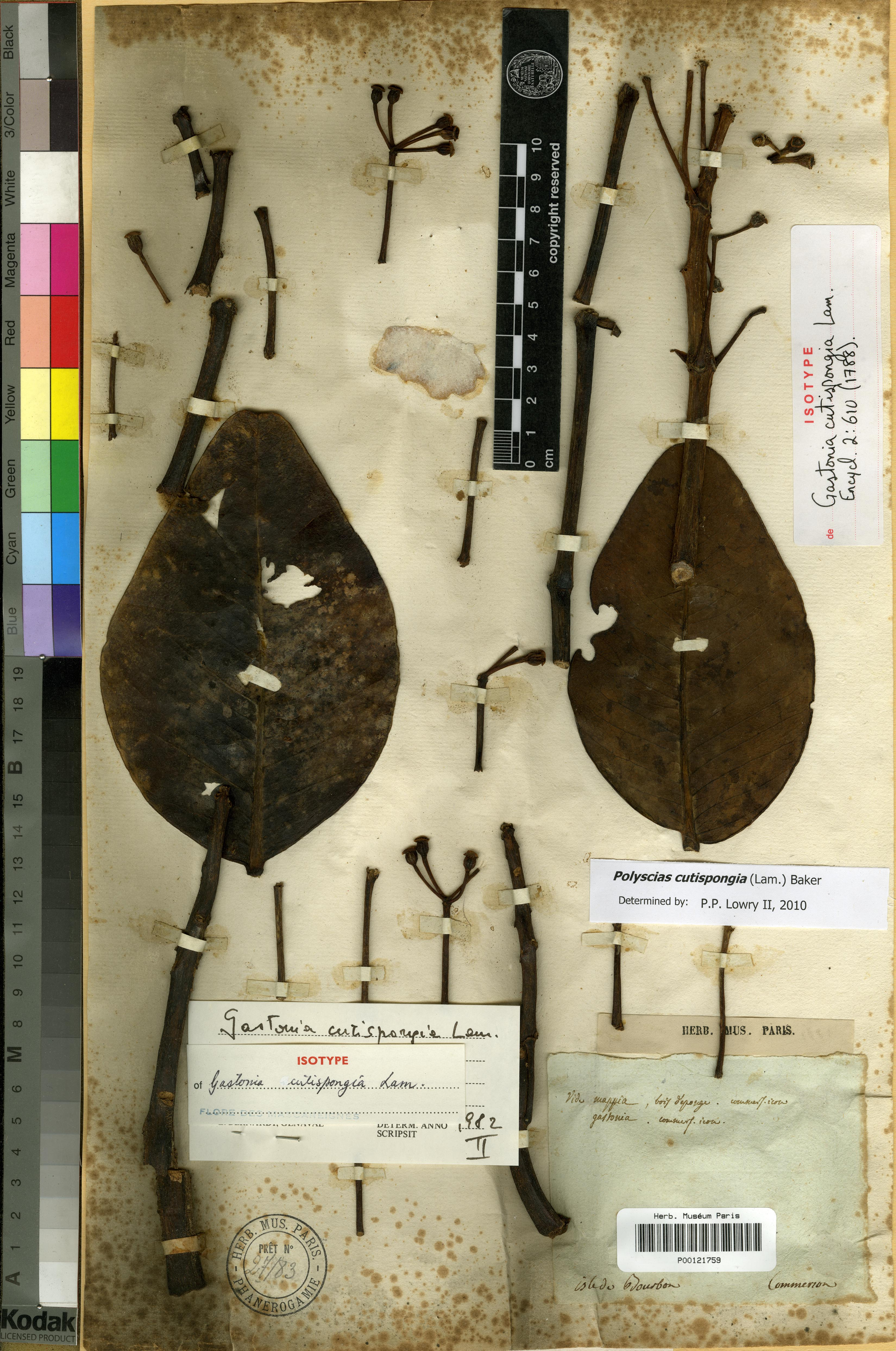
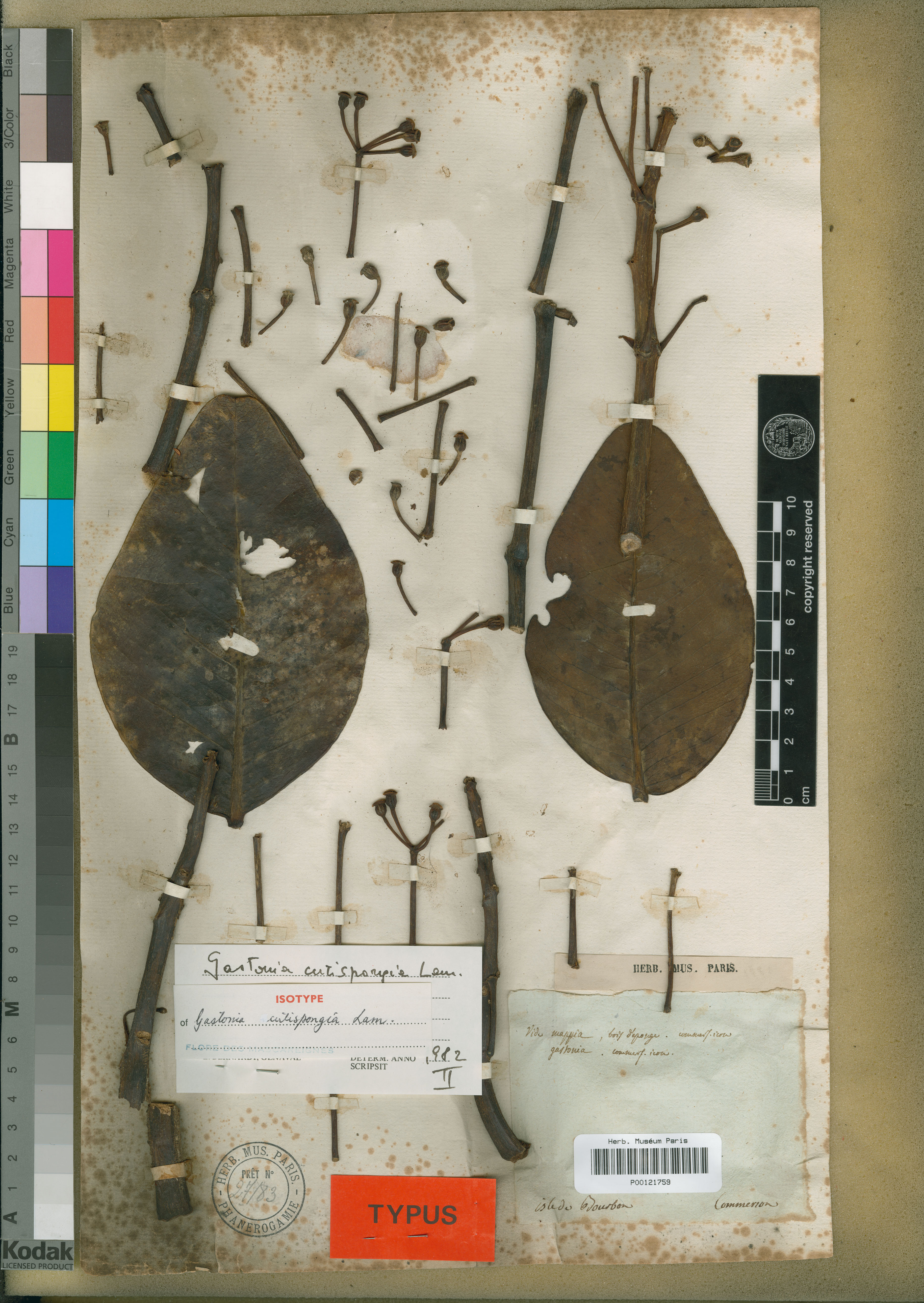

## Écologie

### Répartition
Cette espèce est endémique de La Réunion.

### Habitat, biotope
Il vit seulement en arrière du littoral. Principalement dans le massif de la Montagne et des alentours de Saint Joseph

## Populations
L'espèce est très rare en milieu naturel. En 2012, 23 populations sont connues pour environ 200 individus en milieu naturel.
De plus, le Bois d'éponge (Polyscias cutispongia) s'hybride naturellement avec le Bois Boeuf (Polyscias maraisiana), espèce endémique de l'île Maurice introduite à La Réunion, cultivée et vendue chez les pépiniéristes de l'île. Les individus endémiques de La Réunion par ce phénomène d'hybridation sont donc en danger.

## Protection
Le bois d'éponge est classé comme espèce en danger critique d'extinction (CR) par l'Union internationale pour la conservation de la nature (UICN). L'organisation souligne que la responsabilité de la France et des Réunionnais est forte en raison du caractère endémique de l'espèce, car sa disparation de l'île entraînerait son extinction mondiale,.
Le bois d'éponge est protégé par l'arrêté du 6 février 1987 fixant la liste des espèces végétales protégées dans le département de la Réunion. Ce statut est réaffirmé par l'arrêté du 27 octobre 2017 relatif à la liste des espèces végétales protégées dans le département de La Réunion.
Pour répondre à ces menaces, des actions de conservation et de gestion des milieux naturels ont été mises en place. On peut notamment citer le projet de conservation LIFE+ COREXERUN du fonds européen L'instrument financier pour l'environnement (LIFE).

### Descriptions originales
- Jean-Baptiste Lamarck, « Gastonia cutispongia », dans Encyclopédie méthodique, t. 2, 1788 (lire en ligne), p. 610
- (en) John Gilbert Baker, « Polyscias cutispongia », dans Flora of Mauritius and the Seychelles, 1877 (lire en ligne), p. 127

### Publications scientifiques
- S. Baret, C. Lavergne, C. Fontaine, M. Saliman, J. Triolo et B. Samantho, « Une méthodologie concertée pour la sauvegarde des plantes menacées de l’île de La Réunion », Revue d’Ecologie (Terre et Vie), no 67,‎ 2012, p. 85-100 (lire en ligne)
- (en) Wessel Marais, « Notes on Mascarene Araliaceae », Kew Bulletin, vol. 4, no 39,‎ 1984, p. 809-816 (DOI 10.2307/4107754, lire en ligne)
- Wessel Marais, « 106. Araliacées : La Réunion, Maurice, Rodrigues », dans Bosser (dir) et al., Flore des Mascareignes, 1990 (lire en ligne [PDF])
- (en) Porter Lowry II et M. Gregory Plunkett, « Recircumscription of Polyscias (Araliaceae) to include six related genera, with a new infrageneric classification and a synopsis of species », Plant Diversity and Evolution, no 128,‎ 2010, p. 55-84 (DOI 10.1127/1869-6155/2010/0128-0003)

### Autre
- UICN France, CBNM, FCBN & MNHN, La Liste rouge des espèces menacées en France : Flore vasculaire de La Réunion, Paris, France, 2013 (lire en ligne)

### TaxonPolyscias cutispongia
- (en) Catalogue of Life : Polyscias cutispongia (Lam.) Baker (consulté le 16 décembre 2020)
- (en) World Checklist of Selected Plant Families (WCSP) : Polyscias cutispongia  (Lam.) Baker (1877)  (consulté le 26 novembre 2018)
- (en) NCBI : Polyscias cutispongia  Gastonia cutispongia Lam. (Syn. de Gastonia cutispongia) (taxons inclus) (consulté le 26 novembre 2018)
- (en) The Plant List : Polyscias cutispongia (Lam.) Baker  (source : KewGarden WCSP) (consulté le 26 novembre 2018)
- (fr + en) GBIF : Polyscias cutispongia  (Lam.) Baker (1877) (consulté le 26 novembre 2018)

### TaxonGastonia cutispongia
- (en) Tropicos : Gastonia cutispongia Lam. (Syn. Polyscias cutispongia  (Lam.) Baker)  (+ liste sous-taxons) (consulté le 26 novembre 2018)
- (en) Catalogue of Life : Gastonia cutispongia Lam. (Nom accepté: Polyscias cutispongia  (Lam.) Baker) Non Valide (consulté le 26 novembre 2018)
- (en) World Checklist of Selected Plant Families (WCSP) : Gastonia cutispongia  Lam. (1788) (Nom accepté: Polyscias cutispongia  (Lam.) Baker (1877))  Non Valide (consulté le 26 novembre 2018)
- (en) The Plant List : Gastonia cutispongia Lam. (Nom accepté: Polyscias cutispongia  (Lam.) Baker) Non valide  (source : KewGarden WCSP) (consulté le 26 novembre 2018)